# Chasmaporthetes
Chasmaporthetes – wymarły rodzaj ssaka drapieżnego z rodziny hienowatych (Hyaenidae). 

## Charakterystyka
Miały bardzo charakterystyczną budowę ciała. W porównaniu z typowymi dzisiejszymi hienami Chasmaporthetes miały znacznie lżejszą budowę i dłuższe kończyny. Również czaszka, a zwłaszcza szczęki miały znacznie delikatniejszą budowę. Zęby bardziej przypominały uzębienie kotowatych niż dzisiejszych hien. Cechy te wskazują na znacznie większą ruchliwość i szybkość wymarłych gatunków. Niekiedy nazywa się te zwierzęta 'gepardohienami'. Pojawiły się w miocenie, 10 mln lat temu prawdopodobnie na terenie Azji. Bardzo szybko rozprzestrzeniły się i zasiedliły rozległe obszary Europy i Afryki. Zasiedlały środowiska stepowe i sawannowe, często obok typowych hien i gepardów. W pliocenie jeden gatunek, hiena amerykańska (Chasmaporthetes ossifragus) zasiedliła obszary Ameryki Północnej. Przeżył tam do wczesnej epoki lodowcowej i wymarł prawdopodobnie 1 – 0,5 miliona lat temu. Ostatni przedstawiciele tego rodzaju zasiedlali południowe rejony Afryki jeszcze kilkanaście tysięcy lat temu. 

## Etymologia
- Chasmaporthetes: gr. χασμα khasma, χασματος khasmatos „szeroko otwarte usta”[4]; πορθητης porthētēs „niszczyciel”, od πορθεω portheō „niszczyć”[5].
- Ailuraena: gr. αιλουρος ailouros „kot”[6]; żeński przyrostek -αινα -aina[7]. Gatunek typowy: Ailuraena johnstoni Stirton & Christian, 1940 (= Chasmaporthetes ossifragus Hay, 1921).
- Euryboas: gr. ευρυς eurus „szeroki”[8]; βοαω boaō „krzyczeć, płakać”[9]. Gatunek typowy: Euryboas bielawskyi Schaub, 1941 (= Lycyaena lunensis Del Campana, 1914).

## Podział systematyczny
Do rodzaju należały następujące gatunki:
- Chasmaporthetes australis (Hendey, 1974)
- Chasmaporthetes bonisi Koufos, 1987
- Chasmaporthetes borissiaki (Khomenko, 1932)
- Chasmaporthetes darelbeidae Geraads, 1997
- Chasmaporthetes exitelus Kurtén & Werdelin, 1988
- Chasmaporthetes gangsriensis Tseng, Li & Wang, 2013
- Chasmaporthetes lunensis (Del Campana, 1914)
- Chasmaporthetes melei Rook, Ferretti, Arca & Tuveri, 2004
- Chasmaporthetes nitidula (Ewer, 1954)
- Chasmaporthetes ossifragus Hay, 1921